# 1259
1259 (MCCLIX) je bilo navadno leto, ki se je po julijanskem koledarju začelo na sredo.

## Dogodki

### Mongolski imperializem in nova nasledstvena kriza
- Zlata horda (Evropa): začetek invazij proti Galiciji, Poljski in Litvi. Invazijsko armado vodita generala Nogaj in Burundaj. Mongoli najprej zavzemejo Galicijo, v kateri se uporni kralj Danilo Romanovič po krajšem skrivanju preda in v zameno za umik Mongolov poruši vsa obzidja večjih mest v Galiciji.
- 18. februar - Kitajska: Tsagaan Sar, praznovanje mongolskega novega leta. Mongolski vrhovni kan Möngke ga praznuje na jugu mongolske Kitajske v zadnjih pripravah na invazijo na cesarstvo Južni Song.
- Kitajska: mongolska invazija v provinco Hechuan doživi zastoj zaradi neugodnega terena in trdovratnosti braniteljev. Branitelji se branijo tudi s pomočjo granat iz smodnika. V invazijo se nekoliko kasneje vključi še Kublaj, ki napade provinco Hubei. Tretja kolumna Mongolov pod vodstvom generala Urjankadaj napreduje iz zavzetega Dalija, kjer je obramba šibkejša, globoko v zaledje Južnega Songa. Ta invazija je z vidika vojnega prava razmeroma neobremenjena, saj mongolska vojska usmerja napade na vojaške cilje in praviloma ne pustoši po neutrjenem podeželju.

- Evropa: po pokoritvi Galicije sledi kazenski pohod Mongolov na Litvo. Litvanci se izogibajo odločilnemu spopadu, nakar se Mongoli po kratkem pustošenju umaknejo nazaj v Galicijo in prisilijo galicijskega kralja Danila na skupni plenilski pohod proti Poljakom.
- 21. julij - Koreja: umrlega korejskega kralja Godžonga nasledi sin Vondžong, ki pa je za talca na mongolskem dvoru.
- 11. avgust - Kitajska: vroče podnebje in izbruh epidemije zaustavi vsako napredovanje mongolske vojske. Epidemija diareje ali kolere pogubi mongolskega vrhovnega kana Möngkeja. 
  - Celoten imperij: s smrtjo vrhovnega kana se prekinejo vse sovražnosti in se ponovno začne zapleten nasledstveni postopek ter s tem nova nasledstvena kriza. Novico o Möngkejevi smrti sprva zablokira mlajši brat Kublaj, ki s tem postane najresnejši pretendent za prestol vrhovnega kana. V Sečuanu se mu pridruži vojska Urjankadaja. Najbolj oddaljeni zahodni deli cesarstva izvedo za smrt v začetku naslednjega leta → 1260.
- oktober - Evropa: tik pred Mongolsko invazijo se zapletejo poljski vojvode v nesmiselno vojno. Vojvode Boleslav V. (Sandomierz), Boleslav Pobožni (Velikopoljska) in Sjemovit I. (Mazovija) se združijo proti vojvodi Kujawyja Kazimirju I., ki naj bi si prilastil nekaj, kar ni bilo njegovega. 1260 ↔
- oktober - Evropa: invazija na Poljsko. Mongoli načrtno pustošijo po južnem delu Poljske, osredotočijo se predvsem na samostane, z begom podeželskega prebivalstva v utrjena mesta pa sledijo tudi njim. 1260 ↔
- Kitajska: Kublaj se začasno izpogaja z Južnim Songom o razmejitvi na reki Jangce in plačilu tributa.
- september - Karakorum: ko izve za smrt starejšega brata in vrhovnega kana Mönkeja, se najmlajši izmed Tolujevih sinov Arikbek na hitro okliče za vrhovnega kana. Tolujska državljanska vojna → 1260.
- Bližnji vzhod: zadnje priprave mongolskega kana Ilkanata Hulaguja na invazijo proti muslimanskim državam na Bližnjem vzhodu. Hulaguju sta v veliko pomoč v pripravah krščanska vazala kralj Kilikijske Armenije Hetum I. in antiohijski knez Bohemond VI., ki je edini od križarskih voditeljev prisegel vazalno zvestobo mongolskemu kanu. V tem letu Hulagu zavzame Nusaybin in si podvrže Herrat ter Edeso. Konec leta prispejo pred Alep. 1260 ↔
- 12. november - Egipt: egiptovski mameluški general horezmijskega rodu Kutuz odstavi mladega sultana Al-Mansur Alija iz linije kumansko-kipčaških mamelukov. Njegov motiv je poenotenje kraljestva pred načrtovano invazijo Mongolov, saj je bil odstavljeni sultan nedorasel tej grožnji. 1260 ↔
- Evropa: v diplomatskih izmenjavah med Mongoli in francoskim kraljem Ludvikom IX., zahteva kan Zlate horde Berke brezpogojno vazalno zvestobo francoskega kralja. Po drugi strani je kan Ilkanata Hulagu bolj praktičen in išče možnosti za oblikovanje francosko-mongolske koalicije proti muslimanom na Bližnjem vzhodu, žal (ali, za druge, na srečo) pa njegovo pismo ne prispe do francoskega kralja.
- Zaključen je popis prebivalstva v Mongolskem imperiju 1252-59, nazadnje v Novgorodu, kjer je bilo z izvedbo največ težav. Bojarji so namreč bojkotirali popis, a jih je Aleksander Nevski utišal. Ena kopija vsake popisne listine je poslana v centralni register v Karakoromu, drugo kopijo zadržijo lokalne oblasti. Iz zbranih podatkov mongolski uradniki izvedejo davčno reformo s prilagoditvijo davčnih obveznosti gospodarskim zmožnostim posameznih provinc.

### Restavracija Bizantinskega cesarstva
- 1. januar - Nikejski vojskovodja Mihael VIII. Paleolog se okliče za socesarja. Mladoletni cesar Ivan IV. Laskaris nima zaščitnikov, ki bi ga zaščitili pred izkušenejšim rivalom. Začetek zadnje bizantinske dinastije Paleologov 1259-1453
- Ahajskega kneza Vilijema II. vznemiri naraščajoča moč novega nikejskega cesarja in njegov načrt, da obnovi Bizantinsko cesarstvo v mejah izpred leta 1204, zato oblikuje skupaj s Sicilskim kraljestvom in Epirskim despotatom protinikejsko koalicijo. Sicilski kralj Manfred se obveže zgolj s prispevkom 400 vitezov.
  - Poroka med ahajskim knezom Vilijemom II. in epirsko princeso Ano Komneno Dukaino.
- Nikejska vojska pod vodstvom Ivana Paleologa[1] vdre v Tesalijo, ki je sicer del Epirskega despotata. Ivan Paleolog prepriča epirskega princa Ivana Bastarda, da zamenja strani in se pridruži Nikejcem.
- september - Bitka pri Pelagoniji: Nikejci odločujoče porazijo koalicijo Ahajcev in Epircev, ki so se tik pred bitko sprli, ko so nasedli ukani Nikejcev o njihovi navidezni premoči. Epirski knez Mihael II. tik pred bitko pobegne, ahajskega Vilijema II. ujamejo Nikejci in ga izpustijo šele, ko jim priseže vazalno zvestobo in preda ključne peloponeške trdnjave.
  - Latinsko cesarstvo, ki je omejeno zgolj na mesto Konstantinopel, in Atenska vojvodina se znajdeta v nezavidiljivem položaju. Monopol nad Egejskim morjem še večinoma držijo Benečani, ki pa se soočajo z vedno močnejšimi pritiski Genovčanov. 1260 ↔

### Ostalo
- 7. februar - Umrlega piemontškega grofa Tomaža II. nasledi sin Tomaž III.
- 22. april - Umrlega grofa Berga Adolfa VII. nasledi sin Adolf VIII.
- april, maj - Slovansko-vikinški knez Rügena Jaromar II. se opravi plenilski pohod po Danski. Najprej pustoši po Seelandu,  opleni tudi Kopenhagen, ki ga še požge. ↓
- 29. maj → V teh kriznih razmerah za Dansko je precej bizarne smrti deležen kralj Krištof I., ki je umrl med prejemanjem evharistije. Nasledi ga sin Erik V., regentinja je njegova mati Margareta Sambirija, ki prične z zbiranjem kmečke vojske, da bi premagala vsiljivca Jaromarja II.. Kmečka vojska nima proti baltskim piratom niti najmanjše možnosti. 1260 ↔
- 25. september - Umrlega nadškofa Mainza Gerharda I. von Dhauna nasledi Werner II. von Eppstein.
- 16. september - Bitka pri Cassanu, vojne med gibelini in gvelfi: gvelfi pod vodstvom Azza VII. d'Esteja odločujoče porazijo gibeline, ki jih vodi Ezzelino III. da Romano. Le-tega ranjenega ujamejo in ga zaprejo. ↓
- 7. oktober → Zaradi nezdravljene rane umre italijanski gibelinski vojskovodja Ezzelino III. da Romano. Kasnejši (papeštvu naklonjeni) kronisti so mu sčasoma dali skoraj demonske značilnosti. 1260 ↔

- 4. december - Pariški sporazum: francoski kralj Ludvik IX. in angleški Henrik III. skleneta mirovni sporazum, v katerem se sprijaznita s statusom quo: Henrik III. z izgubo Normandije in ostalih francoskih posesti, Ludvik IX. se dopove Kanalskim otokom. Henrik III. obdrži Gaskonijo in dele Akvitanije zgolj kot vazal francoskega kralja. Ludvik IX. se hkrati obveže, da ne bo več podpiral angleških upornih baronov.
- Westminstrska določila, Anglija: ker angleški kralj Henrik III. zapravlja preko svojih možnosti, ga baroni prisilijo v podpis novih določil, ki omejujejo njegove izdatke in ponovno ovrednotijo prihodke angleške krone. Henrik III. je prisiljen podpisati tudi ta dokument, vendar se pritoži svojemu upniku papežu Aleksandru IV., ki je financiral njegovo shemo prevzema oblasti na Siciliji preko angleškega princa Edvarda Grbatega. 1261 ↔
- Sardinija: s smrtjo Adelasije iz Torresa se konča obstoj sardinske žepne kraljevine Logudoro.  Ker ni zapustila potomcev in se njen soprog in kralj Sardinije Enza Hohenstaufen nahaja v gvelfovskem ujetništvu, praznino zapolnijo Genovčani. Od štirih neodvisnih žepnih kraljevin[2] preostaneta še Arboreja in Gallura. 1296 ↔
- Severnonemška mesta Lübeck, Wismar, Stralsund in Rostock dosežejo govorice plenjenju piratov na Danskem, zato oblikujejo politično zvezo v boju proti piratom v Baltiku.
- Tajska: kronski princ Mangrai nasledi majhno kraljestvo Lanna in prične z osvajalsko politiko do sosednjih manjših mestnih državic.
- Dokončane so freske v Bojanski cerkvi, Bolgarija, ene najbolj ohranjenih primerkov srednjeveške umetnosti na Balkanu. Cerkev je danes uvrščena na seznam Unescove svetovne dediščine.
- Dominikanski samostan v Valenciennesu, sever Francije: Albert Veliki, Tomaž Akvinski in Peter iz Tarentaisa, ki tam proučujejo novice, izločijo pouk filozofije iz teologije. Še istega leta se Tomaž Akvinski vrne v domovino (južno Italijo).

## Rojstva
- 25. februar - Branka Portugalska, princesa, redovnica († 1321)
- 25. marec - Andronik II. Paleolog, bizantinski cesar († 1332)

Neznan datum
- Dimitrij II., gruzijski kralj († 1289)
- Gvido della Torre, milanski vladar († 1312)
- Ivan Asen III., bolgarski car († 1303)
- Ivan II., jeruzalemski in ciprski kralj († 1285)
- Pietro Cavallini, italijanski (rimski) slikar, mozaičar († 1330)
- Ubertino iz Casala, italijanski frančiškanski menih, teolog († 1328)

## Smrti
- 7. februar - Tomaž II., flandrijski grof, savojski regent, prvi grof Piemonta  (* 1199)
- 22. april - Adolf IV., nemški plemič, grof Berga (* 1220)
- 29. maj - Krištof I., danski kralj (* 1219)
- 21. julij - Godžong, korejski kralj (* 1192)
- 11. avgust - Möngke, četrti kagan Mongolskega cesarstva  (* 1209)
- 25. september - Gerhard I. von Dhaun, nadškof Mainza
- 7. oktober - Ezzelino III. da Romano, italijanski vojskovodja, gibelin (* 1194)
- 18. november - Adam Marsh, angleški frančiškanski menih in teolog (* 1200)
- 21. december - Hedvika Anhaltska, vojvodinja žena Šlezije in Legnice (* ni znano)

Neznan datum
- Adelasija iz Torresa, sardinska vladarka Logudora in Gallure (* 1207)
- Matej Pariški, angleški kronist in ilustrator (* 1200)
- Olaf Tordsson, islandski pesnik in učenjak (* 1210)